# Kuklinów (wieś)
Kuklinów – wieś w Polsce, położona w województwie wielkopolskim, w powiecie krotoszyńskim, w gminie Kobylin.

## Historia
W okresie Wielkiego Księstwa Poznańskiego (1815–1848) miejscowość należała do wsi większych w ówczesnym pruskim powiecie Krotoszyn w rejencji poznańskiej. Kuklinów należał do okręgu kobylińskiego tego powiatu i stanowił odrębny majątek, którego właścicielem był wówczas Józef Chełkowski. Według spisu urzędowego z 1837 roku wieś liczyła 500 mieszkańców, którzy zamieszkiwali 43 dymy (domostwa).
W latach 1975–1998 miejscowość położona była w województwie leszczyńskim.
Kuklinów jest położony nad strumieniem Orla, około 6 km na wschód od Kobylina, około 7 km na zachód od Krotoszyna i około 35 km na zachód od Ostrowa, przy drodze krajowej nr 36 Ostrów-Lubin.

## Zabytki
- układ urbanistyczny – okolnica z zapłociem – dawna wieś obronna, stodoły ustawione zamknięciu podwórzy, na krańcach parceli,
- park krajobrazowy,
- zabudowania gospodarskie z XIX wieku,
- domy konstrukcji ryglowej, wypełnionej gliną, wybudowane w XIX wieku,
- krzyż ludowy Franciszka Nowaka, z płaskorzeźbami, zwieńczony rzeźbą świętego, wykonany w 1838 roku,
- krzyż ludowy nieznanego twórcy, z początków XIX wieku.

## Przyroda
- Obszar Chronionego Krajobrazu Dąbrowy Krotoszyńskie i Baszków Rochy.